# Sjuksköterska
Denna artikel handlar om sjuksköterskeyrket i olika delar av världen. Se även sjuksköterskor i Sverige

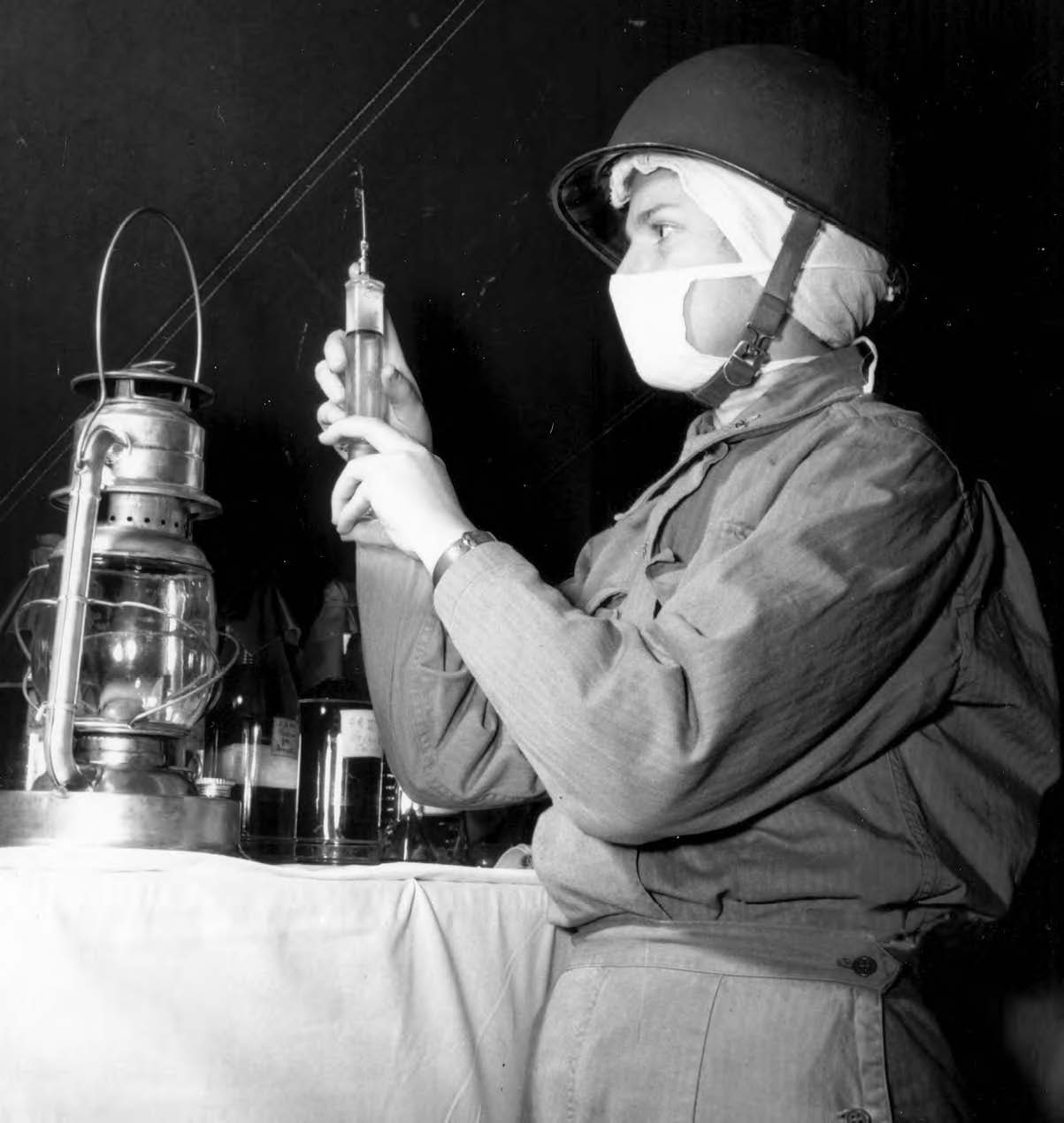
Amerikansk militärsjuksköterska under fältförhållanden under andra världskriget, 1944

Sjuksköterska, i Finland sjukskötare, är en skyddad yrkestitel inom hälso- och sjukvård. För att få använda sig av yrkestiteln krävs en legitimation, vilken i Sverige utfärdas av Socialstyrelsen på basis av erhållen sjuksköterskeexamen. Det akademiska huvudområdet i sjuksköterskeutbildningen är omvårdnad, ibland benämnd vårdvetenskap. Omvårdnad har sedan 1970-talet utvecklats till ett självständigt akademiskt forsknings- och undervisningsområde. Sjuksköterskor arbetar med hälso- och sjukvård vid sjukhus, inom primärvård, äldreomsorg, skolhälsovård och företagshälsovård. De arbetar också inom läkemedelsindustrin, rättsmedicin samt som lärare och/eller forskare på högskolor och universitet.
På sjukhus arbetar sjuksköterskan ofta i team med andra yrkesgrupper, såsom läkare, undersköterskor, sjukgymnaster, arbetsterapeuter, dietister och kuratorer. Läkaren har ansvar för medicinsk diagnostik och medicinsk behandling, medan sjuksköterskan har ansvar för omvårdnaden, vilket bland annat innebär att patienten ur ett helhetsperspektiv ska få den bästa möjliga vården. Sjuksköterskan ansvarar även för bland annat läkemedelshantering och läkemedelsadministration. Vissa specialistsjuksköterskor, såsom distriktssköterskor, diagnostiserar och behandlar även vissa medicinska tillstånd.  
Enligt Socialstyrelsen ska sjuksköterskor i Sverige leda och koordinera omvårdnadsarbetet för att säkerställa att patienten tas om hand på bästa sätt. Detta involverar att leda och delegera andra sjuksköterskor, undersköterskor och omvårdnadspersonal.

## Historik
Sjuksköterskeyrkets ursprung kan spåras tillbaka till Romarriket, då diakonissor vårdade utifrån kristna ideal. Under medeltid och tidig modern kunde sjuka vårdas av diakonissor, nunnor och filantroper, men det var inget formellt yrke med utbildning, och ofta vårdades sjuka av tjänsteflickor anställda vid sjukhusen, som inte hade någon medicinsk utbildning. 
Den första sjuksköterskeutbildningen startades av brittiska Florence Nightingale vid St Thomas' Hospital i London. Nightingale hade utbildat sig i Kaiserswerth. Tidigare hade sjukvårdare endast varit tjänsteflickor anställda vid sjukhusen, men efter Florence Nightingale blev sjuksköterskeyrket ett av få som ansågs vara en acceptabel sysselsättning för kvinnor. Yrket sades vara ett kall och en del av yrkesutbildningen bestod av religiös skolning. Sjuksköterskor förväntades bland annat avstå från att bilda familj för att kunna viga sitt liv åt omvårdnaden av andra.  
Från andra hälften av 1800-talet organiserades utbildningar för sjuksköterskor i olika länder, och flera olika länders första utbildade sjuksköterskor hade utbildats vid Florence Nightingales skola. 
År 1899 grundades International Council of Nurses, som sedan fick nationella motsvarigheter i olika länder, som verkade för en organiserad utbildning och yrkesliv i respektive länder. 
Från början av 1900-talet började sjuksköterskeyrket i sin organiserade form växa fram. 
I Sverige infördes 1960 yrkeslegitimation och yrkestiteln blev då legitimerad sjuksköterska. Den första manliga svenska sjuksköterskan var Allan Härsing som examinerades 1953.

## Sjuksköterskor i olika länder
Utbildningsformen för sjuksköterskor varierar internationellt, men är i de allra flesta länder numera förlagd till universitet och högskolor. I Finland omfattar utbildningen till sjukskötare tre och ett halvt år, på Island, Skottland och Irland fyra år. Den så kallade Bolognaprocessen har gjort att sjuksköterskeutbildningen i EU-länder harmoniseras så att samtliga länder bygger eller kommer att bygga på ett treårigt utbildningsprogram på kandidatnivå och ett masterprogram om två år.
Den engelskspråkiga beteckningen nurse är jämförelsevis bred och kan syfta på personalkategorier som närmast motsvarar ett vårdbiträde eller en undersköterska i Sverige, men även på högt kvalificerade sjuksköterskor (nurse practitioners) vilka självständigt behandlar patienter och även autonomt förskriver läkemedel. I Tyskland kallas en sjuksköterska för Gesundheits- och Krankenpfleger. I Tyskland finns även en särskild typ av sjuksköterska som kallas Medizinisch-Technischer Assistent (MTA, medicinteknisk assistent).
I Nederländerna är sjuksköterskeprogrammet fyraårigt och det finns även en möjlighet att ta en anställning på en klinik vid ett sjukhus under utbildningen och få betalt för sin praktik, ungefärlig motsvarighet till läkarnas allmäntjänstgöring (AT) i Sverige. Utbildningen kan ges på två olika nivåer där den ena ger en akademisk kandidatexamen. Sjuksköterska på nederländska heter Verpleegkundige.

## Utbildning i Finland
Yrkesbenämningen är sjukskötare och utbildningen omfattar 3,5 år (210 studiepoäng) på en yrkeshögskola. För att bli hälsovårdare, förstavårdare eller barnmorska krävs det 4 respektive 4 respektive 4,5 år och då ingår sjukskötarkompetensen. Därefter kan sjukskötaren avlägga högre yrkeshögskoleexamen.

## Utbildning i Sverige
Sjuksköterskeutbildningen i Sverige sker vid universitet och högskolor sedan högskolereformen 1977. Sedan 1994 är grundutbildningen treårig. Före 2001 fanns så kallade vårdhögskolor som drevs av landstingen och bland annat gav sjuksköterskeutbildningar, men dessa lärosäten inkorporerades ofta under 1990-talet in i statliga eller privata högskolor och universitet. 
Den grundläggande utbildningen löper över sex terminer (180 hp) och avslutas med dubbla examina: yrkesexamen (sjuksköterskeexamen) samt generell examen i form av kandidatexamen i ämnet omvårdnad. Behörighetskraven är, utöver grundläggande högskolebehörighet, Matematik 2a, 2b eller 2c, Naturkunskap 2 och Samhällskunskap 1b eller 1a1. Tidigare gav vårdgymnasiet behörighet, men idag krävs att den som läser omvårdnadsprogrammet på gymnasiet väljer till dessa kurser för att få behörighet till sjuksköterskeutbildningen. Också andra gymnasieutbildningar kan ge behörighet.
Röntgensjuksköterskeutbildningen var tidigare en specialiserad inriktning som man valde år två när man studerade till sjuksköterska, men idag är röntgensjuksköterskeprogrammet en annan utbildning än sjuksköterskeutbildningen, med huvudämnet radiografi.

### Fördjupningsmöjligheter
Eventuell specialistutbildning efter kandidatexamen omfattar (2021) i Sverige 60–75 högskolepoäng (2–2½ terminer) och avslutas med specialistsjuksköterskeexamen samt ibland också med magisterexamen. Exempel på sådana specialistutbildningar är operationssjuksköterska, anestesisjuksköterska, diabetessjuksköterska, distriktssköterska och psykiatrisjuksköterska. Utöver specialistutbildning kan legitimerad sjuksköterska läsa vidare till bland annat barnmorska (barnmorskeprogrammet, 90 hp), psykoterapeut och sexolog. 
En relativt ny vidareutbildning i Sverige avser utbildning till "avancerad specialistsjuksköterska", som på sjukhus handhar inskrivning, utvärdering och utskrivning av patienter i sitt specialområde, till exempel inom kirurgisk vård. Utbildningen omfattar 120 högskolepoäng (fyra terminer), men för behörighet krävs att den studerande har läst 60 högskolepoäng i kirurgisk vård. Sedan 2021 har Svensk sjuksköterskeförening i samarbete med fackförbundet Vårdförbundet antagit en gemensam policy för vilken utbildning som förespråkas för avancerade specialistsjuksköterskor i Sverige. Policyn förordar en modell som utgår från att en specialistsjuksköterska avlägger masterexamen och sedan bygger på denna med ett statligt reglerat utbildningsprogram.